# Sten Skansjö
Sten Skansjö, född 28 maj 1942 i Lund, är en svensk professor emeritus i historia och har varit verksam vid Lunds universitet och Högskolan Kristianstad. Skansjö var 1988–1996 ämnesredaktör på Nationalencyklopedins redaktion för historia. Han var 1998–2012 ordförande i De skånska landskapens historiska och arkeologiska förening, grundad 1866. Föreningen har sedan 1961 varit utgivare av Ale. Historisk tidskrift för Skåne, Halland och Blekinge.
Skansjös forskarprofil har inriktat sig på medeltiden från år 1000 och tidigmodern tid från år 1530 till omkring år 1750. Perioden 1000-1750 benämns ibland den långa medeltiden. Viktiga ekonomiska strukturer var fastlåsta i agrara strukturer, och sociala och mentala strukturer var stabila före moderniseringen som hade en startpunkt i 1700-talets upplysning. Sett ur perspektivet skånsk historia gäller det den danska tid försvenskningen. 
1998 blev Skansjö docent på Högskolan Kristianstad. Skansjö började med historia lite senare i livet. En  resa till Malta med en utgrävning av en romersk villa väckte ett intresse för lämningar i landskapet. Han fastnade för medeltiden som är lättare att förstå men ändå känns exotisk. Spåren måste tolkas och vii försöker förstå hur människor tänkte. I studiet av skånska godsmiljöer från högmedeltid till nutid bedrevs tvärvetenskapligt. Flera böcker ska ingå i redovisningen. 

## Docent i Kristianstad
Danskarnas intresse för skånsk historia har ökat efter Öresundsbro. Skansjö liknade bron vid en navelsträng. Danskarnas  intresse för Östdanmark visar att vi behöver historien. Samhället behöver professionella historiker för sitt minne, En individ utan minne fungerar inte. Skansjö trivdes i högskolemiljön i Kristianstad med tre forskarmånader om året som docent. Kristianstad högskola utvecklades på Näsby, Nya kurser startades som landskapsvetarprogrammet, i vars tillblivelse Skansjö var en del.
Att ämnet historia ligger långt framme på högskolan är naturligtvis också en bidragande orsak till trivsel och han omtalar lärarlaget som ”utomordentligt bra”, studenterna som ”synnerligen intresserade” och påtalar att det finns en hög ambition att skapa en forskarmiljö i historia.. 
Helgeådalens natur- och kulturlandskap i ett långtidsperspektiv är ett tvärvetenskapligt projekt som drevs av forskare på Högskolan Kristianstad och leddes av Sten Skansjö. Projektet försökte förstå människans utnyttjande av Helge ås flodområde över tid. Floddalen berör tre olika världar: en ren skogsbygd i Småland och norra Skåne, den platta Kristianstadsslätten och Linderödsåsens sluttning ner mot floden. Människornas verksamheter och samarbete i området studerades. Skansjö menade arr det var ett spännande arbete, men inte helt outforskad mark. Vetenskapliga översikter saknas och kunskaper är spridda med kunskapsluckor. Konkreta resultat är inte klara och historisk forskning blir aldrig färdig.

## Utmärkelser, ledamotskap och priser
- Ledamot av Vetenskapssocieteten i Lund (LVSL, 1988)[2]
- Lengertz litteraturpris 1998